# Morata (apellido)

## Origen del apellido Morata
Apellido español de origen Aragonés. De la villa de su nombre en el partido judicial de Calatayud (Zaragoza).Desciende de los Martínez de Luna, cuyos miembros fueron Señores de la villa de Morata de Jiloca.

## Escudo de armas
Escudo cuartelado:
1º de azur, con un creciente transversado de plata, surmontado de las letras "M" y "A" también de plata y entrelazadas.
2º de plata, con un león de su color.
3º de gules, un brazo alado de oro con una espada de plata en la mano.
4º de oro, con una torre de piedra, a la siniestra y arrimada a sus muros, una escala de sable por la que sube un moro y en el homenaje, un guerrero que la defiende.
- Datos: Q6023540
- Multimedia: Morata (surname) / Q6023540